# Ziyuan (satélite)

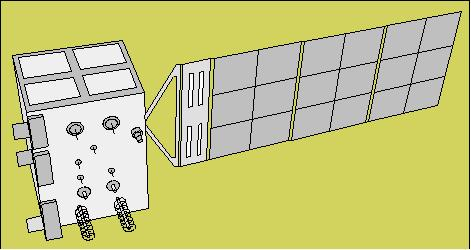
Ilustración de un satélite de la serie Ziyuan.

Ziyuan (en chino: 资源: "Recursos") es un modelo de satélites de detección remota operados por la República Popular de China de los cuales, algunos de ellos son operados en colaboración con el Instituto Nacional de Investigación Espacial del Brasil bajo el programa satelital China-Brasil, en cuanto al Ziyuan-II y III, son operados por el ejército chino.
Para la construcción de los satélites se inspiraron en los modelos: Phoenix Eye-1 y/o 2. Estos tenían sus propias funciones: el primero era utilizado en las misiones CBERS y el segundo para el resto de satélites.

## Satélites
| Satélites               | COSPAR ID      | SATCAT         | Día del Lanzamiento                 | Cohete         | Lugar de Lanzamiento | Estatus                                  | Observaciones  |
| Ziyuan I serie          | Ziyuan I serie | Ziyuan I serie | Ziyuan I serie                      | Ziyuan I serie | Ziyuan I serie       | Ziyuan I serie                           | Ziyuan I serie |
| ----------------------- | -------------- | -------------- | ----------------------------------- | -------------- | -------------------- | ---------------------------------------- | -------------- |
| Ziyuan I-01 (CBERS-1)   | 1999-057A      | 25940          | 14 de octubre de 1999, 03:15 UTC    | CZ-4B          | Taiyuan LC-7         | Retirado (2003)                          |                |
| Ziyuan I-02 (CBERS-2)   | 2003-049A      | 28057          | 21 de octubre de 2003, 03:16 UTC    | CZ-4B          | Taiyuan LC-7         | Retirado (2007)                          |                |
| Ziyuan I-02B (CBERS-2B) | 2007-042A      | 32062          | 19 de septiembre de 2007, 03:26 UTC | CZ-4B          | Taiyuan LC-7         | Lanzamiento fallido (2010)               |                |
| Ziyuan I-02C            | 2011-079A      | 38038          | 22 de diciembre de 2011, 03:26 UTC  | CZ-4B          | Taiyuan LC-9         | Operativo                                |                |
| Ziyuan I-03 (CBERS-3)   |                |                | 9 de diciembre de 2013, 03:26 UTC   | CZ-4B          | Taiyuan LC-9         | Lanzamiento fallido                      |                |
| Ziyuan I-04 (CBERS-4)   | 2014-079A      | 40336          | 7 de diciembre de 2014, 03:26 UTC   | CZ-4B          | Taiyuan LC-9         | Operativo                                |                |
| Ziyuan I-04B (CBERS-4B) |                |                | 2018                                | CZ-4B          | Taiyuan              | Por construir                            |                |
| Ziyuan II serie         |                |                |                                     |                |                      |                                          |                |
| Ziyuan II-01            | 2000-050A      | 26481          | 1 de septiembre en 2000, 03:25 UTC  | CZ-4B          | Taiyuan LC-7         | Fuera de órbita (3 de noviembre de 2016) |                |
| Ziyuan II-02            | 2002-049A      | 27550          | 27 de octubre en 2002, 03:17 UTC    | CZ-4B          | Taiyuan LC-7         | Fuera de órbita 22 de enero de 2015      |                |
| Ziyuan II-03            | 2004-044A      | 28470          | 6 de noviembre de 2004, 03:10 UTC   | CZ-4B          | Taiyuan LC-7         | Supuestamente retirado                   |                |
| Ziyuan III serie        |                |                |                                     |                |                      |                                          |                |
| Ziyuan III-01           | 2012-001A      | 38046          | 9 de enero de 2012, 03:17 UTC       | CZ-4B          | Taiyuan LC-9         | Operativo                                |                |
| Ziyuan III-02           | 2016-033A      |                | 30 de mayo de 2016, 03:17 UTC       | CZ-4B          | Taiyuan LC-9         | Lanzado                                  |                |